# بزقنج
بزقنج روستایی است در دهستان القورات از توابع بخش مرکزی شهرستان بیرجند، واقع در استان خراسان جنوبی که بر پایه سرشماری عمومی نفوس و مسکن در سال ۱۳۹۵ جمعیت این روستا
۹۴ نفر (در ۳۳ خانوار) در سال ۹۵
۱۸۵ نفر (در ۵۷ خانوار) در سال ۸۵  بوده‌است.